# Мир Спрингфилда
«Мир Спри́нгфилда» (англ. World of Springfield) — серия игрушек, изображающих героев мультсериала «Симпсоны». Выпускалась с декабря 1999 года по декабрь 2004 года компанией Playmates Toys.
Создатели серии поставили перед собой задачу воссоздать мир Спрингфилда в миниатюре при помощи интерактивных игрушек и игровых наборов. Серия насчитывает более 200 фигурок персонажей мультфильма, 40 интерактивных игровых набора (игрушечные интерьеры дома Симпсонов и части города Спрингфилда) и 3 диорамы города.
Успеху ориентированной на массовый рынок серии игрушек, основанной на мультсериале «Симпсоны», поспособствовало создание новых героев мультсериала, специально приуроченное к релизу. Чаще всего серии фигурок кино-, мультгероев теряют популярность вскоре после релиза кинофильма или мультсериала, количество игрушек и диорам в таких сериях невелико. Исключением являются серия игрушек по мотивам кинофильма «Звёздные войны», выпущенная компанией Kenner Products в 1978 году, но не потерявшая популярности по сей день, и линия игрушечных персонажей телесериала «Звёздный путь» от компании Playments Toys (хотя фигурки из этой серии не взаимосвязаны между собой и относятся к разным эпизодам сериала).

## Список игрушек и игровых наборов

### Первая серия игрушек
Дата релиза: май 2000 года
- Гомер Симпсон (с пончиком, банкой пива «Дафф», пультом дистанционного управления и пакетом чипсов «Salty Snacks»)
- Барт Симпсон (с Маленьким Помощником Санты, скейтбордом, рогаткой и баллончиком краски)
- Лиза Симпсон (с саксофоном, кипой школьных учебников и Снежком III)
- Абрахам Симпсон (с очками, газетой и лупой)
- Мистер Бёрнс (с Блинки, кучей денег и ещё большей кучей денег)
- Клоун Красти (с видеокамерой, коктейлем, картофелем фри, гамбургером и хлопьями «Красти Бургер»)

### Серия A игровых наборов
Дата релиза: май — август 2000 года
- Гомер Симпсон на Спрингфилдской атомной электростанции
- Мардж Симпсон и Мэгги Симпсон в гостиной
- Сеймур Скиннер в кабинете Спрингфилдской начальной школы
- Апу Нахасапимапетилон в магазине «На скорую руку»

### Вторая серия игрушек
Дата релиза: август 2000 года
- Гомер Симпсон из эпизода «Team Homer» (с сумкой и шаром для боулинга)
- Барт Симпсон в воскресном костюме (с книгой псалмов, рогаткой и комиксами про Радиоактивного человека)
- Нед Фландерс (с Библией, очками и шпателем)
- Клэнси Виггам (с дубинкой, чашкой кофе и пончиком с посыпкой)
- Барни Гамбл (с кружкой пива «Дафф» и сандвичем)
- Вэйлон Смитерс (с очками, планшетом и фотографией мистера Бёрнса в рамочке)

### Третья серия игрушек
Дата релиза: январь 2001 года
- Гомер Симпсон в воскресном костюме (с Библией, фанатским баннером и радиоприёмником)
- Барт Симпсон из эпизода «Kamp Krusty» (с луком, колчаном стрел, рогаткой и чашкой бутафорской овсянки)
- Мо Сизлак (с кружкой пива «Дафф», тряпкой и телефоном)
- Милхаус Ван Хутен (с десертом «Squishee», рацией и мороженым)
- Отто Манн (с электрогитарой, радио и наушниками)
- Нельсон Манц (с бейсбольной битой, баллончиком краски, бумажным самолётиком и водяной бомбой)

### Четвертая серия игрушек
Дата релиза: Апрель 2001 года
- Гомер Симпсон с пультом управления АЭС, банкой пива, солнцезащитными очками и пачкой соленых снеков
- Ленни Леонард с пачкой пончиков, кружкой пива и сумкой для боулинга.
- Ральф Виггам со стопкой книг, игрушечной ракетой, ключами на цепочки и комиксами про радиоактивного человека
- Пэтти Бувье с видео-магнитофоном, пюпитром и фотографией директора Скиннера
- Садовник Вилли с лопатой и граблями
- Щекотка и Царапка с молотом и топором